# Альтен, Виктор
Адольф Виктор Кристиан Йост фон Альтен (2 ноября 1755, Бургведель — 23 августа 1820, Оснабрюк) был ганноверским генерал-лейтенантом, участником Пиренейских войн.

## Биография

### Родители
Его родителями были Август Эберхард фон Альтен (1722—1789) и его жена Генриетта Филиппин Мари Хедвиг, урождённая Фрейн фон Винке-Остенвальде. У него было ещё четыре брата, в том числе генерал Карл фон Альтен.

### Военная карьера
В апреле 1770 года Альтен поступил в 2-й пехотный полк ганноверской армии в звании энсина, а 5 августа 1774 года стал вторым лейтенантом королевской гвардии. 15 ноября 1783 года он стал ротмистром, 23 июля 1794 года повышен до майора, а 3 декабря 1802 года был переведён в 4-й кавалерийский полк подполковником. После того, как Ганновер был оккупирован французами и была заключена Артленбургская конвенция, Альтен и многие другие офицеры вступили 15 ноября 1803 года в Королевский Германский легион. 19 декабря 1804 года он получил звание полковника и получил под командование 2-й гусарский полк 19 декабря 1804 года. 25 июля 1810 года он стал генерал-майором. 22 июля 1812 года в битве при Саламанке фон Альтен был тяжело ранен.
После окончания коалиционных войн легион вернулся на службу ганноверского королевства, и 1 марта 1816 года Альтен стал командиром 3-й кавалерийской бригады. 16 апреля 1818 года он был произведён в генерал-лейтенанты, но 23 августа 1820 года скончался в Оснабрюке, будучи почётным командиром 2-го гусарского полка.
Он был командором Королевского Гвельфского ордена с 1816 года.
В отличие от его брата, военный историк Майкл Гловер оценивает способности Виктора фон Альтена как «неудовлетворительные»

### Семья
24 апреля 1796 года Альтен женился на Шарлотте Луизе Вильгельмине Фрейн фон Кински и Теттау (1775—1842). У них было несколько детей:
- Роберт Эрнст Фридрих Людвиг (1797—1802);
- Фредерика Вильгельмина Франциска (1798—1827), вышла замуж за Сегебанда Августа Готтильфа Фридриха Германа фон Эсторфа (ум. 1827), ротмистра;
- Луиза Антониетта Элеонора Августа (1799—1874), вышла замуж в 1821 году за Кристиана Вильгельма фон Иссендорфа (1783—1843 гг.)[3], полковника и командира лейб-драгунского полка;
- Карл Франц Виктор фон Альтен (1800—1879)[4], женился в1829 году на Эрмине Луизе Августе фон Шминке (1806—1868); родители Карла Фридриха Франца Виктора фон Альтена;
- Элеонора Августа Иоханна Фридерике (1802—1839);
- Георг Фридрих Август фон Альтен (1815—1882), генеральный консул в Иерусалиме; женился в 1851 году на Каролине Джулиане Элеоноре Луизе фон Охеймб (1821—1859).